# 高田町 (岩手県)
高田町（たかたちょう）は、1954年（昭和29年）まで岩手県気仙郡に存在していた町である。現在の陸前高田市高田町にあたる。
なお、陸前高田市は1955年（昭和30年）1月1日に新設合併によって発足したもので、本町とは別の自治体である。

## 地理
- 山：氷上山
- 海：広田湾
- 湖沼：古川沼

## 歴史
- 1875年（明治8年）10月17日 - 水沢県による村落統合に伴い、高田村は竹駒村と合併して氷上村となる。
- 1889年（明治22年）4月1日 - 町村制の施行により、旧・竹駒村域を分離し高田町が発足。
- 1955年（昭和30年）1月1日 - 気仙町・広田町・小友村・竹駒村・矢作村・横田村・米崎村と合併して陸前高田市が発足。

## 行政

### 歴代町長
| 代 | 氏名         | 就任                       | 退任                       | 備考 |
| -- | ------------ | -------------------------- | -------------------------- | ---- |
| 1  | 佐々木利助   | 1889年（明治22年）5月16日  | 1893年（明治26年）5月15日  |      |
| 2  | 石川万太     | 1893年（明治26年）5月20日  | 1897年（明治30年）5月19日  |      |
| 3  | 岩崎完治     | 1897年（明治30年）6月1日   | 1899年（明治32年）3月29日  |      |
| 4  | 吉田弘二     | 1899年（明治32年）12月18日 | 1903年（明治36年）8月16日  |      |
| 5  | 柴田半左ェ門 | 1904年（明治37年）8月14日  | 1911年（明治44年）8月23日  |      |
| 6  | 大和田弥助   | 1912年（明治45年）3月13日  | 1913年（大正2年）4月21日   |      |
| 7  | 滝上島治     | 1913年（大正2年）5月2日    | 1913年（大正2年）5月26日   |      |
| 8  | 佐野圭助     | 1913年（大正2年）5月27日   | 1913年（大正2年）8月10日   |      |
| 9  | 滝上島治     | 1913年（大正2年）8月11日   | 1917年（大正6年）8月10日   | 再任 |
| 10 | 石川敏蔵     | 1917年（大正6年）8月11日   | 1917年（大正6年）9月7日    |      |
| 11 | 須知六郎     | 1917年（大正6年）9月8日    | 1921年（大正10年）9月7日   |      |
| 12 | 伊東徳三郎   | 1921年（大正10年）9月8日   | 1929年（昭和4年）10月19日  |      |
| 13 | 柴田半左ェ門 | 1929年（昭和4年）10月20日  | 1931年（昭和6年）9月11日   | 再任 |
| 14 | 須知六郎     | 1931年（昭和6年）10月15日  | 1933年（昭和8年）9月11日   | 再任 |
| 15 | 菊池重蔵     | 1933年（昭和8年）9月20日   | 1935年（昭和10年）3月25日  |      |
| 16 | 菅野音松     | 1935年（昭和10年）4月6日   | 1943年（昭和18年）12月24日 |      |
| 17 | 佐々木豊三郎 | 1944年（昭和19年）2月10日  | 1945年（昭和20年）9月5日   |      |
| 18 | 津田勇       | 1945年（昭和20年）9月22日  | 1948年（昭和23年）3月6日   |      |
| 19 | 菅原福寿郎   | 1948年（昭和23年）3月7日   | 1948年（昭和23年）4月29日  |      |
| 20 | 熊谷季貞     | 1948年（昭和23年）4月30日  | 1949年（昭和24年）7月1日   |      |
| 21 | 鵜浦清       | 1949年（昭和24年）8月3日   | 1953年（昭和28年）1月9日   |      |
| 22 | 菅野音松     | 1953年（昭和28年）2月27日  | 1954年（昭和29年）12月31日 | 再任 |

## 交通

### 鉄道
- 日本国有鉄道（国鉄）
  - 大船渡線：陸前高田駅

### 道路
- 国道45号